# Andrzej Placzyński
Andrzej Placzyński (ur. 11 września 1952) – były porucznik Służby Bezpieczeństwa, pseudonim „Andrzej Kafarski”. Obecnie prezes SportFive Poland.

## Życiorys
Placzyński w latach 1980–1990 był kadrowym oficerem wywiadu PRL. W aktach MSW zarejestrowany był jako porucznik Andrzej Kafarski. Nadzorował on ojca Konrada Hejmę, czy Jana Pawła II m.in. podczas jego wizyty w Austrii w czerwcu 1988 roku. Placzyński w latach 80. przebywał w Wiedniu jako wicedyrektor Instytutu Polskiego. Nieoficjalnie pracował dla XIV wydziału I Departamentu MSW jako osoba do zadań specjalnych.
W 2002 roku Andrzej Placzyński założył spółkę SportFive, która zajmuje się marketingiem sportowym. W 2005 roku Tygodnik Wprost opublikowała artykuł, z którego wynika, że Placzyński miał bliskie stosunki z ówczesnymi władzami PZPN. Śledczy ustalili, że w ciągu sześciu lat firma otrzymała za prawa do transmisji meczów reprezentacji około 15 mln dolarów. W kolejnych latach pojawiały się nowe informacje. Dziennikarze Gazety Wyborczej w 2012 poinformowali, że Placzyński od lat w sposób nieformalny wpływa na decyzje podejmowane przez władze PZPN. Między innymi wybór selekcjonerów czy prawa do transmisji. Współpracował blisko ze Zbigniewem Bońkiem, z którym widywany był również publicznie. 
W grudniu 2022 został zatrzymany przez Centralne Biuro Antykorupcyjne na lotnisku Chopina w Warszawie. Szczecińska prokuratura postawiła mu zarzuty korupcyjne w śledztwie dotyczącym wyrządzenia szkody na 1 mln złotych Polskiemu Związkowi Piłki Nożnej. W ramach postępowania w sprawie zatrzymano również byłego sekretarza generalnego PZPN Macieja Sawickiego, byłego członka zarządu PZPN Jakuba Tabisza oraz byłego prezesa PZPN Zbigniewa Bońka.